# Калешевка
Калешевка — река в России, протекает по Пестовскому району Новгородской области. Устье реки находится в 20 км по левому берегу реки Меглинка у деревни Охона. Длина реки составляет 19 км, площадь водосборного бассейна — 58,1 км².
Река протекает по территории Лаптевского сельского поселения и, ниже, по территории Охонского сельского поселения.

## Данные водного реестра
По данным государственного водного реестра России относится к Верхневолжскому бассейновому округу, водохозяйственный участок реки — Молога от истока и до устья, речной подбассейн реки — Реки бассейна Рыбинского водохранилища. Речной бассейн реки — (Верхняя) Волга до Куйбышевского водохранилища (без бассейна Оки).
Код объекта в государственном водном реестре — 08010200112110000006337.